# Никулин, Геннадий Михайлович
Геннадий Михайлович Никулин (3 июня 1923, с. Голышкино, Камышловский уезд, Екатеринбургская губерния, РСФСР, СССР — 4 октября 1951) — командир минометного расчета 975-го стрелкового полка 270-й стрелковой дивизии 43-й армии Калининского фронта; 1-го Прибалтийского фронта, старший сержант; командир отделения взвода пешей разведки 975-го стрелкового полка 270-й стрелковой дивизии 6-й гвардейской армии 1-го Прибалтийского фронта; помощник командира взвода пешей разведки 975-го стрелкового полка 270-й стрелковой дивизии 2-й гвардейской армии.

## Биография
Родился 3 июня 1923 года в селе Голышкино Камышловского уезда Екатеринбургской губернии в семье рабочего. Русский. Член ВКП с 1943 года. Окончил 7 классов. Работал забойщиком на шахте в городе Камышлов.
В Красной Армии и на фронте в Великую Отечественную войну с августа 1941 года. Сражался на Калининском и 1-м Прибалтийском фронтах. Был пять раз ранен.
Командир минометного расчета 975-го стрелкового полка старший сержант Геннадий Никулин в боях 13 сентября 1943 года уничтожил свыше десяти солдат и офицеров противника, три автомашины, несколько повозок с военным грузом. 9 февраля 1944 года Геннадий Никулин в своем боевом составе у деревни Наволоки был ранен, но остался в строю. Во главе отделения пешей разведки в составе того же полка несколько раз переходил линию фронта, участвовал в захвате «языка».
Приказом от 30 июня 1944 года «за образцовое выполнение заданий командования в боях с немецко-фашистскими захватчиками» старший сержант Никулин Геннадий Михайлович награждён орденом Славы 3-й степени.
Командир отделения взвода пешей разведки 975-го стрелкового полка Геннадий Никулин 24 августа 1944 года в боях на рижском направлении у населенного пункта Круопяй связкой гранат подбил танк. При отражении контратак разведчики во главе с Геннадием Никулиным захватили несколько солдат в плен.
Приказом от 30 сентября 1944 года «за образцовое выполнение заданий командования в боях с немецко-фашистскими захватчиками» старший сержант Никулин Геннадий Михайлович награждён орденом Славы 2-й степени.
Помощник командира взвода пешей разведки 975-го стрелкового полка Геннадий Никулин 12 января 1945 года южнее города Гумбиннен вместе с бойцами скрытно проник в расположение противника, уничтожил двоих пулеметчиков, пленил одного гитлеровца. Указом Президиума Верховного Совета СССР от 24 марта 1945 года «за образцовое выполнение заданий командования в боях с немецко-фашистскими захватчиками» старший сержант Никулин Геннадий Михайлович награждён орденом Славы 1-й степени, став полным кавалером ордена Славы.
В 1945 году Г. М. Никулину присвоено воинское звание младший лейтенант.
В 1946 году демобилизован. Жил в городе Камышлов. Работал в Камышловском городском отделении милиции Свердловской области, а затем на заводе строительных материалов.
Скончался 4 октября 1951 года на 29-м году жизни. Похоронен в Камышлове на городском кладбище.
Награждён орденами Красного Знамени, Отечественной войны 2-й степени, Славы 1-й, 2-й и 3-й степеней, медалями.